# أنطونيو ويلسون
أنطونيو ويلسون (بالإنجليزية: Antonio Wilson)‏ هو لاعب كرة قدم أمريكية أمريكي، ولد في 29 ديسمبر 1977 في سيغوفيل في الولايات المتحدة.

## وصلات خارجية
- أنطونيو ويلسون على موقع مرجع كرة القدم المحترفة.كوم (الإنجليزية)